# Vagner Cunha
Vagner Bonella Cunha (Porto Alegre, 26 de novembro de 1973) é um músico brasileiro, de formação erudita. Dedica-se a diversos estilos do cenário musical contemporâneo, em especial o clássico e o nu-Jazz. Entre seus trabalhos estão composições e arranjos executados por diversas orquestras brasileiras e músicas para cinema e projetos audiovisuais.
O processo criativo do músico foi tema do documentário Arte, Ordem e Caos (2008), de Pedro Zimmermann. Vagner também assina a trilha sonora e a direção musical do média-metragem. Seu primeiro disco solo, o ballet Mahavidyas, foi lançado em 2010. 
Lançou o segundo disco, intitulado Além, no formato CD-Livro em 2012. Essa obra teve as participações especiais de Cuca Medina, Vitor Ramil, Dudu Sperb e Antonio Carlos Borges-Cunha.

## Prêmios e indicações

### Prêmio Açorianos
| Ano  | Categoria             | Indicação                                   | Resultado |
| ---- | --------------------- | ------------------------------------------- | --------- |
| 2000 | Arranjador            | Vagner Cunha                                | Indicado  |
| 2001 | Arranjador            | Vagner Cunha                                | Venceu    |
| 2001 | Revelação de MPB      | Vagner Cunha                                | Indicado  |
| 2001 | Produtor              | Vagner Cunha                                | Indicado  |
| 2011 | Compositor Erudito    | Vagner Cunha                                | Venceu    |
| 2011 | Disco Erudito         | Mahavidyas                                  | Venceu    |
| 2012 | Compositor Erudito    | Vagner Cunha                                | Venceu    |
| 2012 | Disco Erudito         | Além                                        | Venceu    |
| 2012 | Produtor Musical      | Vagner Cunha e Leo Bracht (por Além)        | Indicado  |
| 2014 | Instrumentista de MPB | Vagner Cunha                                | Indicado  |
| 2015 | Arranjador            | Vagner Cunha (por Casa, de Gisele de Santi) | Indicado  |
| 2015 | Produtor Musical      | Vagner Cunha (por Casa, de Gisele de Santi) | Indicado  |